# Bayel
Bayel é uma comuna francesa na região administrativa de Grande Leste, no departamento de Aube. Estende-se por uma área de 23 km². Em 2010 a comuna tinha 760 habitantes (densidade: 33 hab./km²).